# Konkvistadori
Konkvistadori (španj. conquistador osvajač), španjolski vojnici, istraživači i pustolovi koji su u službi svoje vlade, vršeći strahovita nasilja nad domorocima, osvojili za Španjolsku u 16. stoljeću golema područja u Srednjoj i Južnoj Americi.
Nakon Kolumbova otkrića Amerike 1492. godine španjolska je kruna pokrenula brojne ekspedicije radi konkviste (španj. conquista osvajanje) novootkrivenih područja. Krajnji je cilj bio kolonizacija Amerike, tj. Sjeverne, Srednje i Južne Amerike te karipskih otoka. Čitavo područje je nazvano Zapadnim Indijama, pošto su istraživači isprva pretpostavili da su stigli na (nepostojeću) atlantsku obalu azijsko-pacifičkog Dalekog istoka, koji je otkriven i ubrzo koloniziran pod imenom 'Istočne Indije', posebice otočja Filipina i Guama.

## Pozadina
Vođe španjolskih ekspedicija u Novi svijet nazivali su se konkvistadorima, naziv koji je izražavao sličnost nedavno dovršenoj rekonkvisti, kršćanskim križarskim ratovima čiji je cilj bio (ponovo) osvajanje Iberskog poluotoka pod vlašću muslimanskih Maura (711. – 1492.). Oni su također zazivali ime Santiaga Matamorosa ("sv. Jakova ubojice Maura") prije nego što su kretali u borbu protiv poganskih domorodaca Amerike, koje su smatrali bez ikakvih prava sve dok nisu prihvatili katoličanstvo. Konkvistadori su s papinskim blagoslovom anektirali njihove zemlje kao ničiju zemlju (terra nullius). Jedini ozbiljni suparnici konkvistadorima bili su Portugalci, koji su naselili Novi Svijet nakon papinske arbitraže u sporazumu iz Tordesillasa iz 1494. godine. Mnogi su konkvistadori bili siromašni, uključujući neke plemiće (hidalgos) koji su tražili sreću na Zapadnim Indijama zbog ograničenih mogućnosti u Europi. Isti uzrok pokrenuo je i križarske ratove u Starom Svijetu. Časna pravila zabranjivala su plemstvu ručni rad. Mnogi su također bježali zbog religijske represije koju je uzrokovala španjolska Inkvizicija.

## Povijest

### Novi svijet
Prvo španjolsko osvajanje u Americi bio je otok Hispaniola (danas podijeljen između Haitija i Dominikanske Republike). Otuda je Juan Ponce de León osvojio Puerto Rico, a Diego Velázquez zauzeo Kubu. Prvo naselje na kopnu bio je Darién u Panami, kojega je 1512. godine naselio Vasco Núñez de Balboa. Budući da u karipskim područjima nije bilo nikakvog velikog blaga ili beskrajne ponude neprocjenjivih začina, 'razočaranje' je motiviralo daljnje istraživanje umjesto ozbiljne potpore da se od 'djevičanskih' kolonija napravi najbolje, što je bila slutnja lošeg upravljanja golemom ekonomijom. 
Prvi beskrajno uspješni konkvistador bio je Hernán Cortés. Između 1520. i 1521. Cortés je uz pomoć nekih domorodačkih saveznika osvojio moćno Aztečko Carstvo. Tako je današnji Meksiko (tada nazvan Nova Španjolska) došao pod upravu španjolskog Carstva. Od usporedne važnosti bilo je Pizzarovo osvajanje južnoameričkog carstva Inka. Obojici su pomogle boginje i ostale europske pošasti koje su oslabile domorodačko stanovništvo. Bolesti su također ubile tadašnjeg vođu Inka za vrijeme rata koji je omogućio da Pizarro napadne pri svom dolasku. Pizarro i Cortes masakrirali su mnoštva Inka i Azteka kako bi zastrašili i terorizirali stanovništva što nije ni u kojem slučaju bilo uspješno. Udružen s daleko većim snagama domorodačkih saveznika, Cortesove snage uspjele su opsjesti i uništiti aztečki glavni grad.
Glasine o zlatnim gradovima (Cibola u Sjevernoj Americi i "El Dorado" u Južnoj Americi) uzrokovale su još nekoliko ekspedicija da napuste Europu i krenu u Ameriku. Mnoge su se vratile bez zlata ili su pronašle manje zlata nego što su očekivale, dok su neke pronašle zlato za budale. Otkupninu koju je Sapa Inka Atahualpa platio za svoju slobodu uzeli su Španjolci koji su pokrenuli dodatne ekspedicije konkvistadora u Južnoj Americi i na Pacifiku.
Carska vlast i nerazumna upotreba krunskog dijela kolonijalnih prihoda kasnije je dovela državu više puta do bankrota, dok je priljev plemenitih metala uzrokovao uspinjajuću inflaciju u Europi. Španjolska je zato izgubila u ratu protiv protestantizma što je oslabilo španjolsku domaću ekonomiju i naposljetku carsku nadmoć prebacilo suparnicima.

### Španjolsko osvajanje Azije i Pacifika
Nakon što je Ferdinand Magellan 1520. godine otkrio Magellanov prolaz na samom južnom vrhu Južne Amerike, Španjolska je pokazala interes za Pacifik. Prvi konkvistador koji je plovio bespućima Tihog oceana bio je Miguel López de Legazpi 1564. koji je stigao na filipinsko otočje1565. Legazpi i njegovi ljudi uništili su domorodačka naselja i osvojili su otoke za Španjolsku. To je utrlo put španjolskim naseljima na Tihom oceanu.

## Rasprava o ljudskim pravima domorodaca
Većina konkvistadora okrutno je postupala s naseljenicima regija koje su posjetili ili osvojili; ubijajući, porobljujući, silujući i na druge ih načine zlostavljajući. Neki Španjolci, kao istaknuti svećenik Bartolomé de Las Casas, branili su Indijance od zlostavljanja konkvistadora. Godine 1542. Bartolomé de las Casas je objavio Kratki prikaz o razaranju Indija (Brevísima relación de la destrucción de las Indias). Njegov prikaz je uvelike odgovoran za prolazak novih španjolskih kolonijalnih zakona poznatih kao Novi zakoni iz 1542., koji su štitili prava domorodačkog stanovništva. Godine 1615. Felipe Guamán Poma de Ayala poslao je 1200 stranica Nove kronike i dobre vlasti (El primer nueva corónica i buen gobierno) kralju Španjolske. To je bila povijest Inka, njihovog osvajanja i okrutnog postupanja koju je napisao bivši plemić Inka koji je imao grižnju savjesti u svojoj kasnijoj dobi zbog pomaganja konkvistadorima, pa je želio obavijestiti kralja o problemima. Knjiga je bila izgubljena u povijesti sve do 1908. kada je otkrivena u osobnoj knjižnici Danske kraljevske kuće.
Izvještaji o ponašanju španjolskih konkvistadora bili su dio izvornog materijala za stereotip španjolske okrutnosti koja je postala poznata kao Crna Legenda.

## Reference u medijima
Konkvistador je bila prikazana jedinstvena jedinica za španjolsku civilizaciju u dodatku računalnoj igri Age of Empires II; prikazan u scenariju u kojem igrač zapovijeda španjolskom flotom protiv turske armade, inscenirane bitke kod Lepanta. Oni se također pojavljuju u Civilization III Play the World u kojoj igrač zapovijeda španjolskom krunom u vremenima španjolske kolonizacije Amerike.
Rock grupa Procol Harum također je imala hit single s pjesmom nazvanom Conquistador. Heavy metal grupa Running Wild na svom albumu Port Royal također ima pjesmu Conquistadores.
Konkvistadori se pojavljuju u nekoliko stripova i video-igara Disneyjeve franšize Pirati s Kariba.

## Popis slavnih konkvistadora i istraživača
- Hernán Cortés (Meksiko, 1518-1522, Honduras, 1524, Baja California, 1532-1536)
- Francisco Pizarro (Peru, 1509-1535)
- Francisco Vásquez de Coronado (jugozapad Sjedinjenih država, 1540-1542)
- Diego de Almagro (Peru, 1524-1535, Čile, 1535-1537)
- Vasco Núñez de Balboa (Panama, 1510-1519)
- Juan Ponce de León (Puerto Rico, 1508, Florida, 1513 i 1521)
- Pedro de Alvarado (Meksiko, 1519. – 1521., Gvatemala 1523. – 1527., Peru, 1533. – 1535., Meksiko, 1540-1541)
- Álvar Núñez Cabeza de Vaca (jugozapad Sjedinjenih država, 1527-1536, Južna Amerika, 1540-1542)
- Lucas Vásquez de Ayllón (istočna obala Sjedinjenih Država, 1524-1527)
- Sebastián de Belalcázar (Ekvador i Kolumbija, 1533-1536)
- Gonzalo Pizarro (Peru, 1532-1542)
- Juan Pizarro (Peru, 1532-1536)
- Francisco Hernández de Córdoba (Yucatán, 1517)
- Martín de Goiti (Manila, Filipini, 1570-1571)
- Hernándo Pizarro (Peru, 1532-1560)
- Juan de Grijalva (Yucatán, 1518)
- Gonzalo Jiménez de Quesada (Kolumbija, 1536-1537, Venezuela, 1569-1572)
- Miguel López de Legazpi (Filipini, 1565-1571)
- Francisco de Montejo (Yucatan, 1527. – 1546.)
- Juan de Salcedo (sjeverni Filipini, 1570-1576)
- Nikolaus Federmann (Venezuela i Kolumbija, 1537-1539).
- Pánfilo de Narváez (Florida, 1527-1528)
- Diego de Nicuesa (Panama, 1506-1511)
- Cristóbal de Olid (Honduras, 1523-1524)
- Francisco de Orellana (rijeka Amazona, 1541-1543)
- Hernando de Soto (jugoistok Sjedinjenih Država, 1539-1542)
- Inés Suárez, (Čile, 1541.)
- Martín de Ursua, regija Peten u Gvatemali, 1696. – 1697.
- Pedro de Valdivia (Čile, 1540-1552)
- Diego Velázquez de Cuéllar (Kuba, 1511-1519)
- Pedro Menendez de Aviles (Florida, 1565 - 1567)

## Poveznice
- Španjolsko osvajanje Meksika
- Španjolsko osvajanje Perua
- Španjolska kolonizacija Amerike
- Encomienda
- Repartimiento
- Popis konkvistadora

## Vanjske poveznice
Sestrinski projekti
|  | Zajednički poslužitelj ima stranicu o temi Konkvistadori    |
|  | Zajednički poslužitelj ima još gradiva o temi Konkvistadori |